# Jewhen Brasławeć
Jewhen Brasławeć (ukr. Євген Анатолійович Браславець, ur. 11 września 1972) – ukraiński żeglarz sportowy. Złoty medalista olimpijski z Atlanty.
Igrzyska w 1996 były jego pierwszą olimpiadą. Triumfował w klasie 470. Partnerował mu Igor Matwijenko. Razem startowali również na IO 00 i IO 04. W 2001 sięgnęli o tytuł mistrzów świata, w 2000 byli brązowymi medalistami mistrzostw globu. W 2000 był chorążym ukraińskiej ekipy podczas ceremonii otwarcia igrzysk.